# US Pergolettese 1932
Unione Sportiva Pergolettese 1932 je italský fotbalový klub hrající v sezóně 2024/25 ve 3. italské fotbalové lize sídlící ve městě Crema v regionu Lombardie.
Klub byl založen 18. listopadu 1932 ve městě v Crema z iniciativy sedmi sportovců. Pojmenovali klub Unione Sportiva Pergolettese podle jedné městské čtvrti. První sezonu v profi lize odehráli 1976/77.
Po sezoně 2011/12 klub oznamuje bankrot a je vyloučena z FIGS. Sportovní tradice Gialloblù je však zachráněna zásahem Cesarem Fogliazzym, majitele jiného klubu AS Pizzighettone, který přestěhuje své sídlo do Cremy, změní barvy i název na Unione Sportiva Pergolettese 1932. Klub začal hrát v 5. lize a po sezoně slaví postup o patro výše.
Největší klubový úspěch je hraní ve 3. italské lize a to ve 13 sezonách. Nejlepší umístění bylo 11. místo ve dvou sezonách.

## Změny názvu klubu
- 1932/33 – 1974/75 – US Pergolettese (Unione Sportiva Pergolettese).
- 1975/76 – 1981/82 – US Pergocrema 1932 (Unione Sportiva Pergocrema 1932).
- 1982/83 – 1993/94 – US Pergocrema (Unione Sportiva Pergocrema).
- 1994/95 – 2001/02 – US Cremapergo 1908 (Unione Sportiva Cremapergo 1908).
- 2002/03 – 2011/12 – US Pergocrema 1932 (Unione Sportiva Pergocrema 1932).
- 2012/13 – US Pergolettese 1932 (Unione Sportiva Pergolettese 1932).

## Získané trofeje

### Vyhrané domácí soutěže
- 4. italská liga ( 4x )

1975/76, 1978/79, 2007/08, 2018/19

## Účast v ligách
| Úroveň soutěže | Název soutěže (nynější název) | První hraná sezona | Poslední hraná sezona | celkem odehraných sezon |
| -------------- | ----------------------------- | ------------------ | --------------------- | ----------------------- |
| 3              | Serie C                       | 1976/77            | 2024/25               | 13                      |
| 4              | Serie D                       | 1967/68            | 2018/19               | 38                      |
| 5              | Eccellenza                    | 1999/00            | 2012/13               | 5                       |